# Dendronephthya wijsmanae
Dendronephthya wijsmanae är en korallart som beskrevs av Verseveldt 1974. Dendronephthya wijsmanae ingår i släktet Dendronephthya och familjen Nephtheidae. Inga underarter finns listade i Catalogue of Life.